# (39372) 2002 CS51
(39372) 2002 CS51 est un objet de la ceinture principale extérieure de 8,157 km de diamètre découvert en 2002.

## Description
(39372) 2002 CS51 a été découvert le 12 février 2002 à l'observatoire Desert Eagle, un observatoire astronomique amateur privé, situé près de Benson, en Arizona aux États-Unis, par William Kwong Yu Yeung.

### Caractéristiques orbitales
L'orbite de cet astéroïde est caractérisée par un demi-grand axe de 3,27 ua, un périhélie de 3,09 ua, une excentricité de 0,05 et une inclinaison de 4,69° par rapport à l'écliptique. Du fait de ces caractéristiques, à savoir un demi-grand axe entre 3,2 et 4,6 ua, il est classé, selon la JPL Small-Body Database, comme objet de la ceinture principale extérieure.

### Caractéristiques physiques
(39372) 2002 CS51 a une magnitude absolue (H) de 14,0 et un albédo estimé à 0,051, ce qui permet de calculer un diamètre de 8,157 km. Ces résultats ont été obtenus grâce aux observations du Wide-Field Infrared Survey Explorer (WISE), un télescope spatial américain mis en orbite en 2009 et observant l'ensemble du ciel dans l'infrarouge, et publiés en 2011 dans un article présentant les premiers résultats concernant les astéroïdes de la ceinture principale.